# 97268 Serafinozani
97268 Serafinozani este un asteroid din centura principală de asteroizi.

## Descriere
97268 Serafinozani este un asteroid din centura principală de asteroizi. A fost descoperit pe 7 decembrie 1999 în cadrul proiectului CSS. Asteroidul prezintă o orbită caracterizată de o semiaxă mare de 2,60 ua, o excentricitate de 0,29 și o înclinație de 5,4° în raport cu ecliptica.